# Larisa Avram
Larisa Maria Avram, född 14 september 2007 i Göteborg, är en svensk backhoppare som tävlar för Göteborgs backhopparklubb. Avram har tävlat internationellt i interkontinentalcupen (nivån under världscupen i backhoppning för kvinnor) och tillhör det kvinnliga A-landslaget och satsningen mot Världsmästerskapen i nordisk skidsport 2027 i Falun tillsammans med Frida Westman och Jenny Forsberg.